# Grodzisko w Starym Bielsku

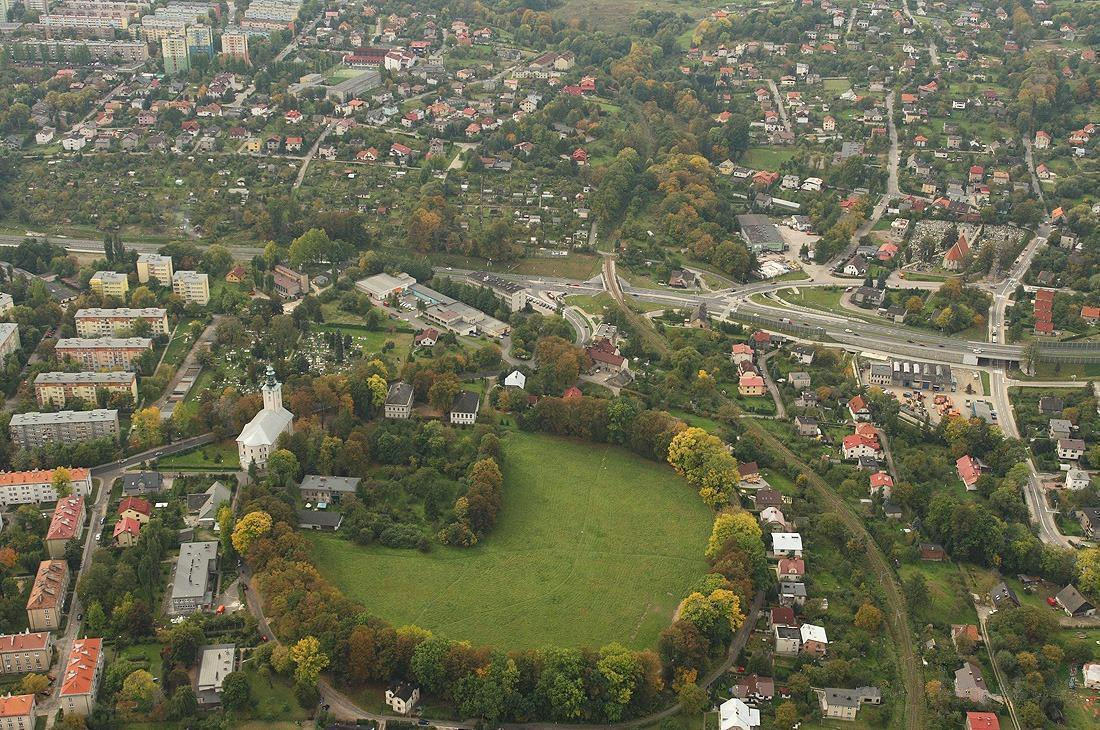
Grodzisko z lotu ptaka (2007)

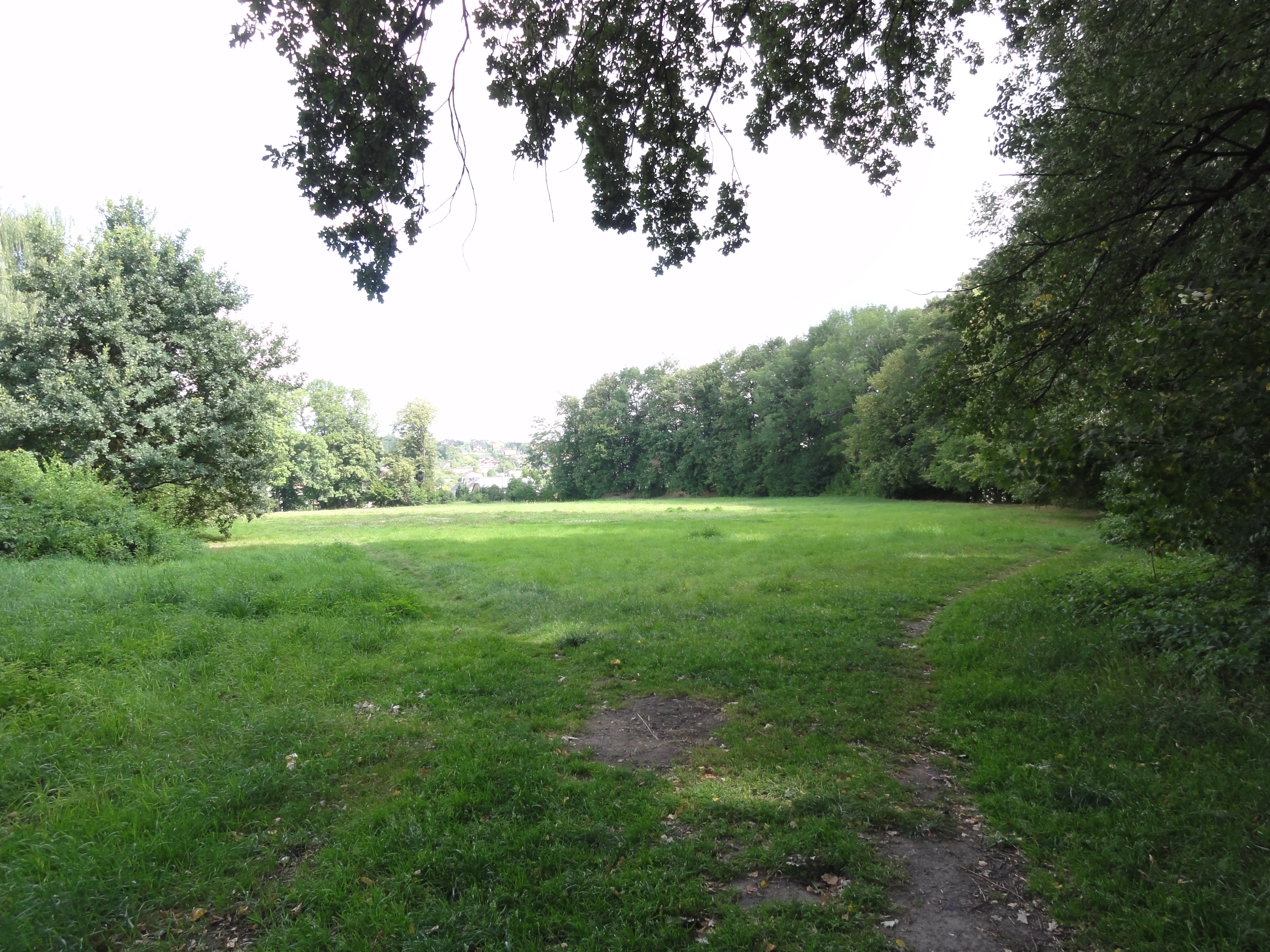
Widok ogólny

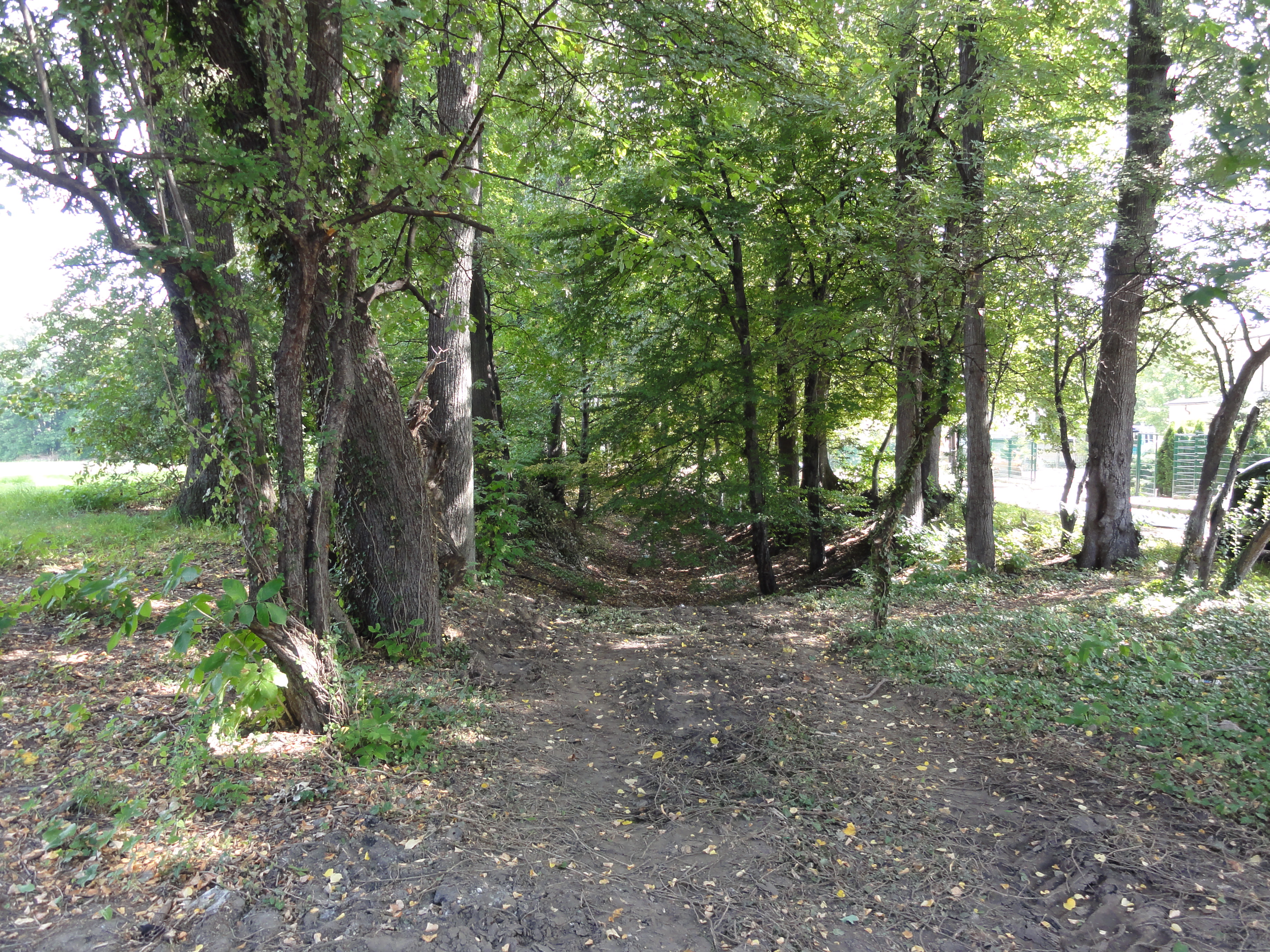
Pozostałości wałów

Grodzisko w Starym Bielsku – średniowieczne grodzisko położone w Starym Bielsku, dzielnicy Bielska-Białej. Jest pozostałością pierścieniowej osady o charakterze obronnym, pełniącej prawdopodobnie funkcję produkcyjną oraz schronienia dla okolicznej ludności w czasie niepokojów, która istniała od końca XII do końca XIV wieku.

## Położenie
Grodzisko znajduje się na terenie dzielnicy Stare Bielsko (zarówno w rozumieniu obrębu ewidencyjnego, tj. dawnej wsi, jak i jednostki pomocniczej gminy o tej samej nazwie), w bezpośrednim sąsiedztwie jej południowej granicy (z obrębami ewidencyjnymi Górne Przedmieście i Aleksandrowice, a z jednostką pomocniczą Osiedle Piastowskie), 1,6 km w linii prostej na północny zachód od Rynku, na wysokości 340–350 m n.p.m., na zboczu łagodnie pochylonym ku północy w stronę doliny Potoku Starobielskiego. Dostęp do niego jest stosunkowo łatwy; forma terenu, na której usytuowano grodzisko, jest pozbawiona naturalnego charakteru obronnego.
Ma kształt zbliżony do regularnego koła o wymiarach 205 m na osi północ–południe oraz 215 m na osi wschód–zachód, o łącznej powierzchni około 3,2 ha. Otoczone jest dwoma pierścieniami wałów i fosą usytuowaną pomiędzy nimi, reprezentując tym samym typ grodzisk jednoczłonowych, pierścieniowatych. Od strony południowej wały zostały jednak zniwelowane, a fosa zasypana w związku z powstaniem w tym miejscu w XVI wieku folwarku (jego teren przekształcono po 1815 na potrzeby parafii ewangelickiej). Wizualnie więc przypomina dziś koło z wyciętą jedną ćwiartką. Wał wewnętrzny najlepiej zachowany jest od strony wschodniej, fragmentarycznie jest również widoczny od południowego wschodu i od zachodu. Najlepiej zachowany fragment fosy ma w górnej partii szerokość około 15 m.
Współcześnie teren grodziska (poza częścią wydzieloną dla parafii ewangelickiej) stanowi niezagospodarowany, trawiasty teren spacerowy. Wał zewnętrzny i wewnętrzny są porośnięte starodrzewiem grądowym, w którym największy klon jawor o średnicy w pierśnicy wynoszącej 85 cm ma wymiary pomnikowe. W pobliżu kościoła stoi również okazały dąb szypułkowy, opleciony bluszczem. Grodzisko jest jednym z obszarów w mieście, gdzie na początku XXI wieku zaproponowano utworzenie zespołu przyrodniczo-krajobrazowego. Do realizacji tych planów jak dotąd (2025) nie doszło.

## Historia

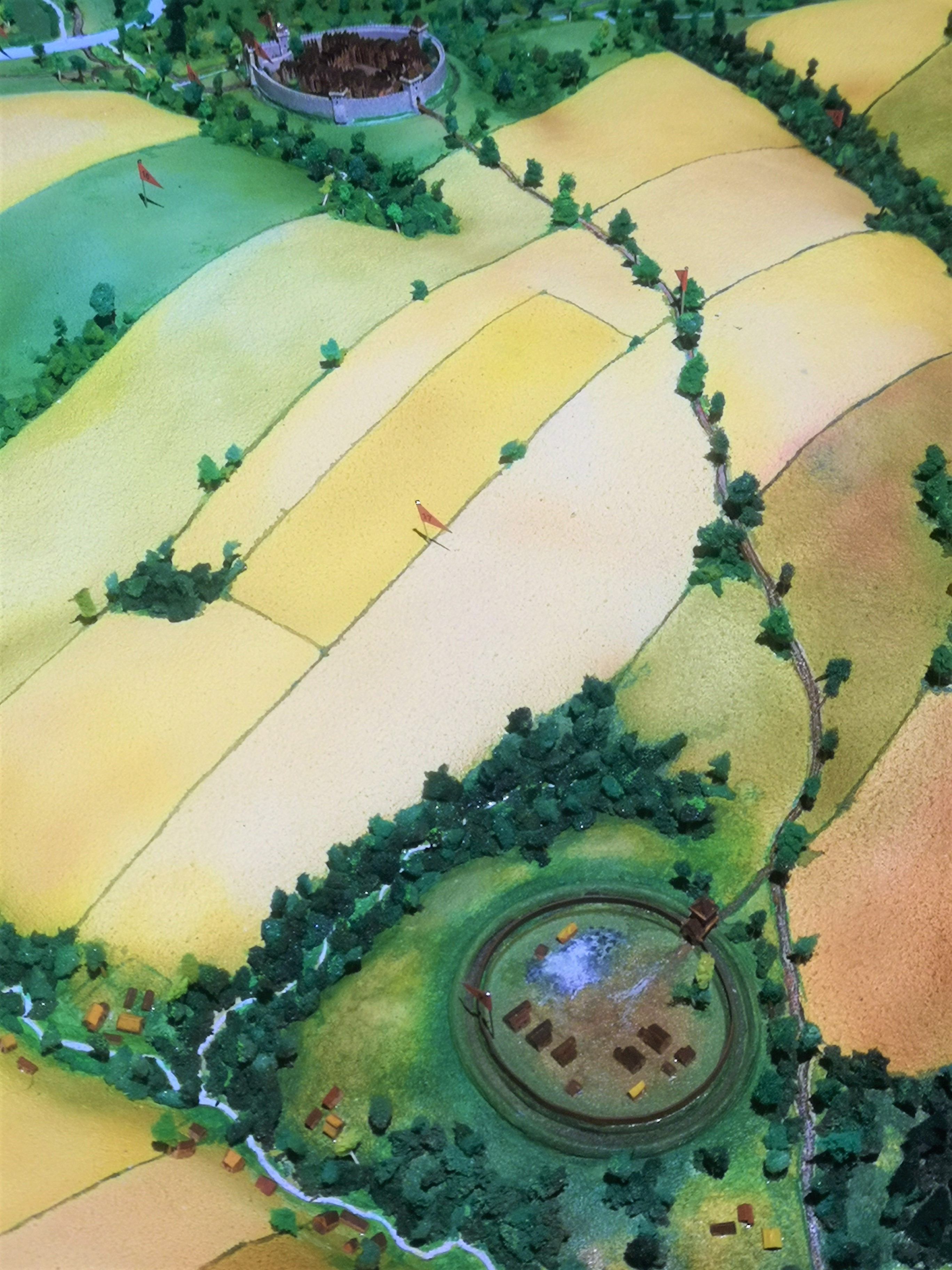
Rekonstrukcja wyglądu grodziska (na dole) wraz z drogą do miasta Bielska (na górze) w drugiej połowie XIV wieku

Na podstawie zebranego materiału archeologicznego czas funkcjonowania grodziska określany jest jako okres między schyłkiem XII a schyłkiem XIV wieku. Oznacza to, że jego początki poprzedzają akcję kolonizacyjną na prawie niemieckim, która doprowadziła do założenia wsi Stare Bielsko i miasta Bielska na przełomie XIII i XIV wieku, przez ostatnie około sto lat funkcjonowało natomiast równolegle z obiema tymi miejscowościami.

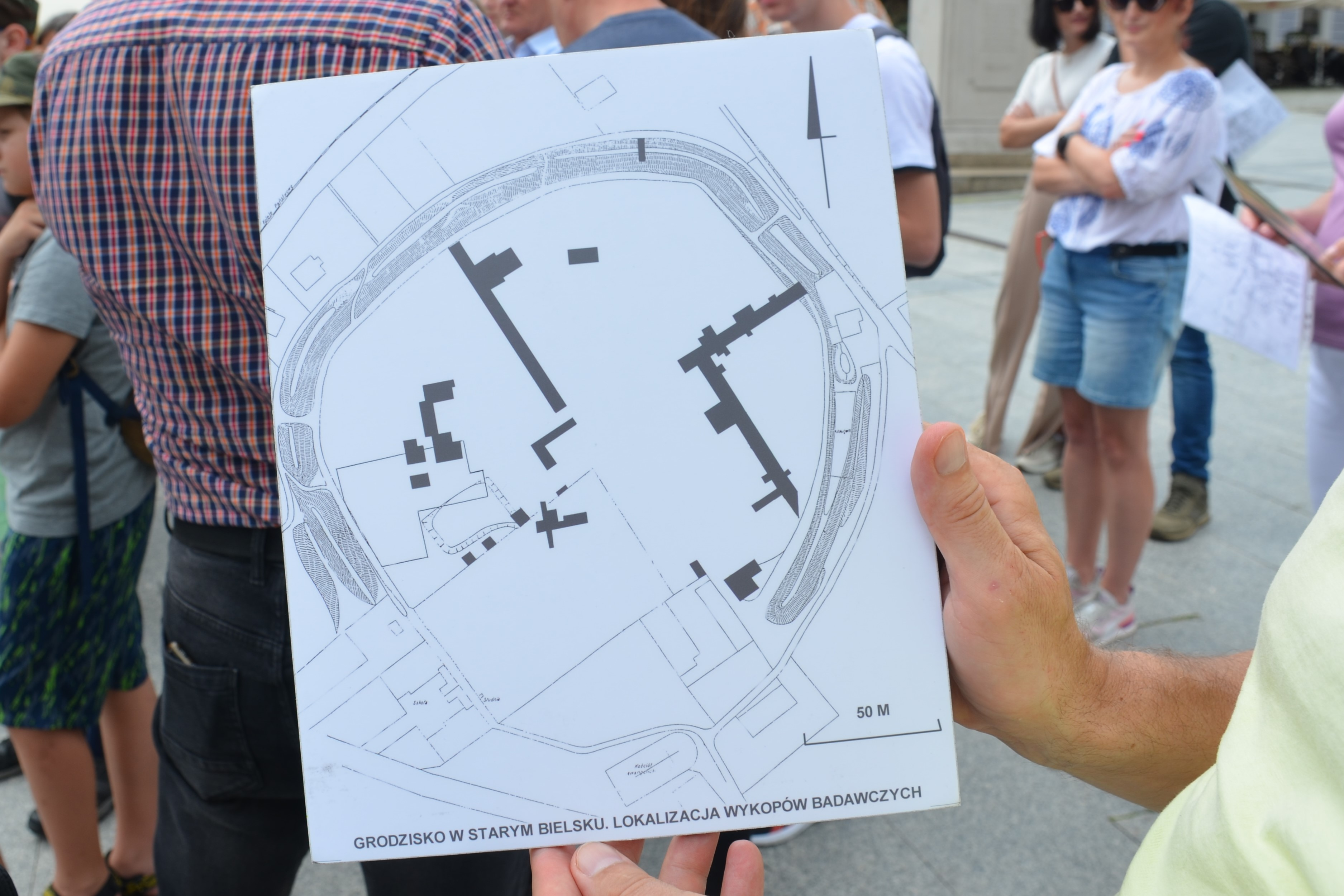
Mapa przedstawiająca lokalizację wykopów badawczych na grodzisku

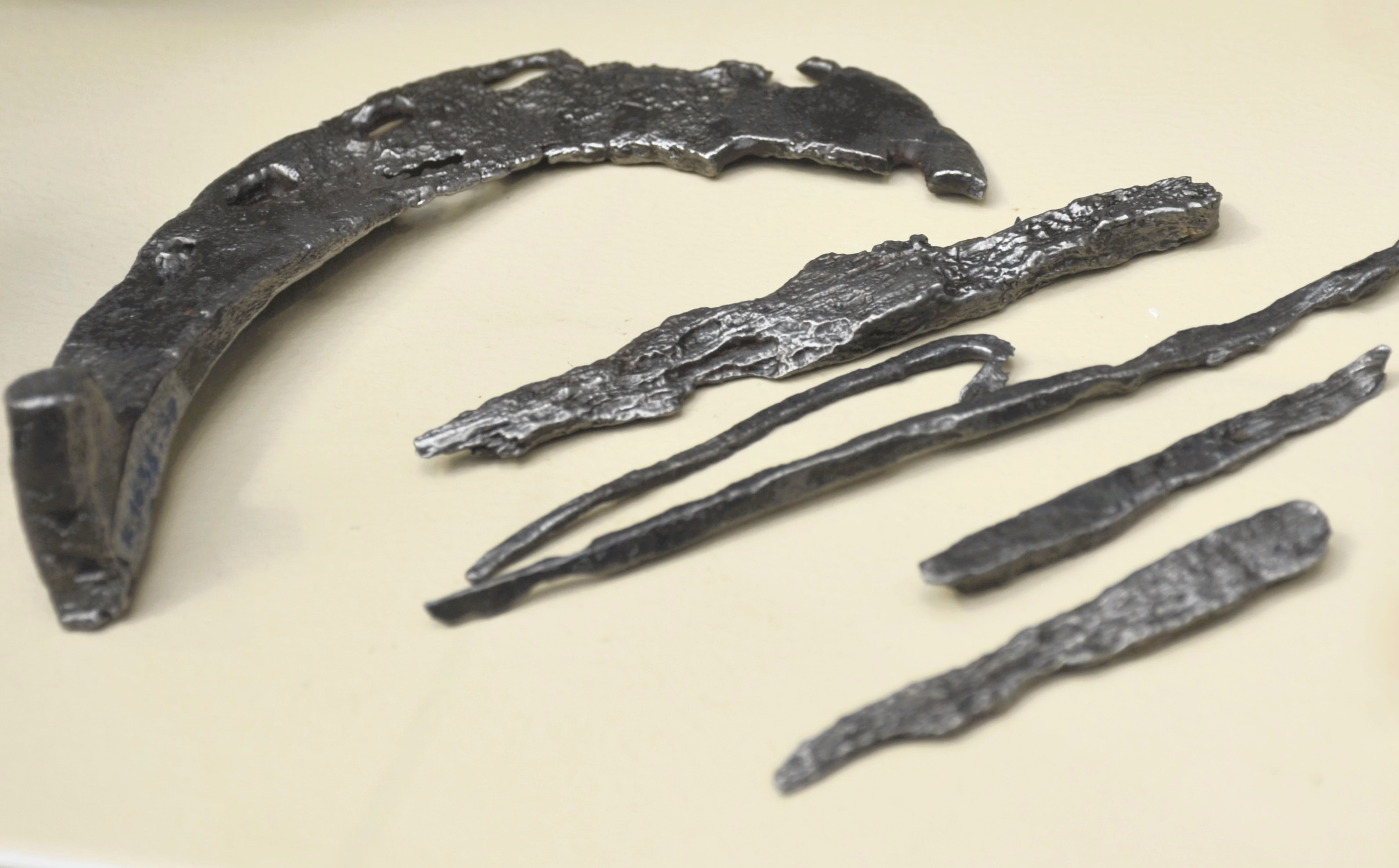
Wyroby żelazne odnalezione na grodzisku, datowane na XIII wiek

Przyczyny jego powstania i pełniona funkcja nie są jasne. W trakcie badań archeologicznych odkryto jamy gospodarcze i produkcyjne, w tym pozostałości piecowisk dymarkowych do wytopu żelaza, dwóch studni oraz fragmenty bruku kamiennego, które mogą być pozostałością drogi. Ślady te wskazują jednoznacznie na produkcję na terenie grodziska żelaza, opartą zapewne na występujących w okolicy zasobach niskoprocentowych rud darniowych. Ponadto odnaleziono resztki pięciu obiektów, które bywają nazywane „chatami” i interpretowane jako obiekty mieszkalne, choć część badaczy zwraca uwagę na ich nietypową konstrukcję oraz brak we wnętrzu palenisk czy innych urządzeń grzewczych, co może wskazywać, że i te budowle miały charakter wyłącznie gospodarczy. Według jednej z hipotez grodzisko stanowiło ufortyfikowaną osadę produkcyjną w pobliżu szlaku handlowego z Krakowa na Morawy, według innej z kolei pełniło rolę refugialną – było miejscem schronienia okolicznej ludności w czasie niepokojów, na stałe natomiast zamieszkiwała je jedynie niewielka grupa rzemieślników zajmujących się produkcją żelaza.
Kres funkcjonowania osady badacze wiążą z pożarem, który strawił ją doszczętnie pod koniec XIV wieku. Jego liczne ślady odkryto w trakcie badań wykopaliskowych.

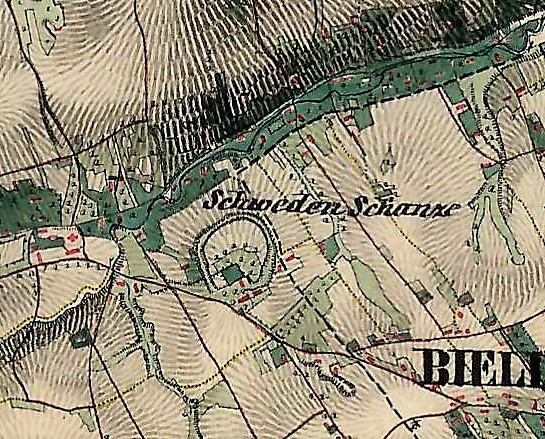
Grodzisko jako „Wał Szwedzki” (Schweden-Schanze) na mapie z połowy XIX wieku

Ulica otaczająca grodzisko od północy nosi nazwę Wał Szwedzki, podobnie ten rejon nazywany jest już na mapach XIX-wiecznych (Schweden-Schanze). To nawiązanie do czasów najazdu szwedzkiego na Śląsk Cieszyński w latach 1645–1646, przy okazji którego zajęte i splądrowane zostało również Bielsko. Według lokalnej tradycji grodzisko miało być wówczas wykorzystywane przez Szwedów jako obozowisko i stąd ma pochodzić ta nazwa.
W XVI wieku założono tzw. Dolny Folwark starobielski, którego zabudowania zajęły południowo-zachodnią część grodziska. Doszło wtedy do niwelacji części wałów i trwałej zmiany układu przestrzennego. W 1815 obiekty te zostały wykupione przez gminę i przekazane nowo powstałej parafii ewangelickiej, która przekształciła je na swoje potrzeby, m.in. plebanię, a w bezpośrednim sąsiedztwie wzniosła nowy kościół.
Pierwsze profesjonalne badania archeologiczne na grodzisku przeprowadzone zostały w 1938 przez Jana Bartysa z Muzeum Śląskiego w Katowicach. To one stanowią podstawowe źródło wiedzy o obiekcie. Kolejne odbyły się pod kierunkiem Jerzego Szydłowskiego w 1961, a potem Małgorzaty Płazak z Muzeum w Cieszynie w trakcie ośmiu sezonów badawczych w latach 1973–1979 i 1981. Następnie w 1995 badane były jeszcze przez Jacka Pierzaka fosa i system fortyfikacyjny grodziska.